# 伊藤飛行機研究所
伊藤飛行機研究所（いとうひこうきけんきゅうじょ）は、1915年に伊藤音次郎によって開設された民間の飛行機研究所である。研究所では、主に飛行機の設計及び製造・操縦技術など航空機に関する総合的な研究が行われていた。所属の自作機体のいくつかには日野熊蔵大尉が関わっている。

## 沿革
- 1912年、奈良原三次が千葉県稲毛海岸の干潟を利用して日本初の民間飛行場、稲毛飛行場を開設する。
- 1915年、伊藤音次郎が奈良原から独立し、千葉県稲毛海岸に「伊藤飛行機研究所」を設立。
- 1916年、開発した「恵美号」が民間機としては初めての帝都訪問飛行に成功。
- 1917年10月1日、高潮で稲毛の施設が壊滅。
- 1918年4月、津田沼町鷺沼（現：習志野市）に移転、「伊藤飛行機製作所」として規模を拡充。
- 1919年、開発した日本初の曲技専用機が連続2回宙返りに成功する。
- 1937年、「伊藤飛行機株式会社」に名称変更。
- 1942年、日本航空工業と合併、伊藤は常務取締役となる。

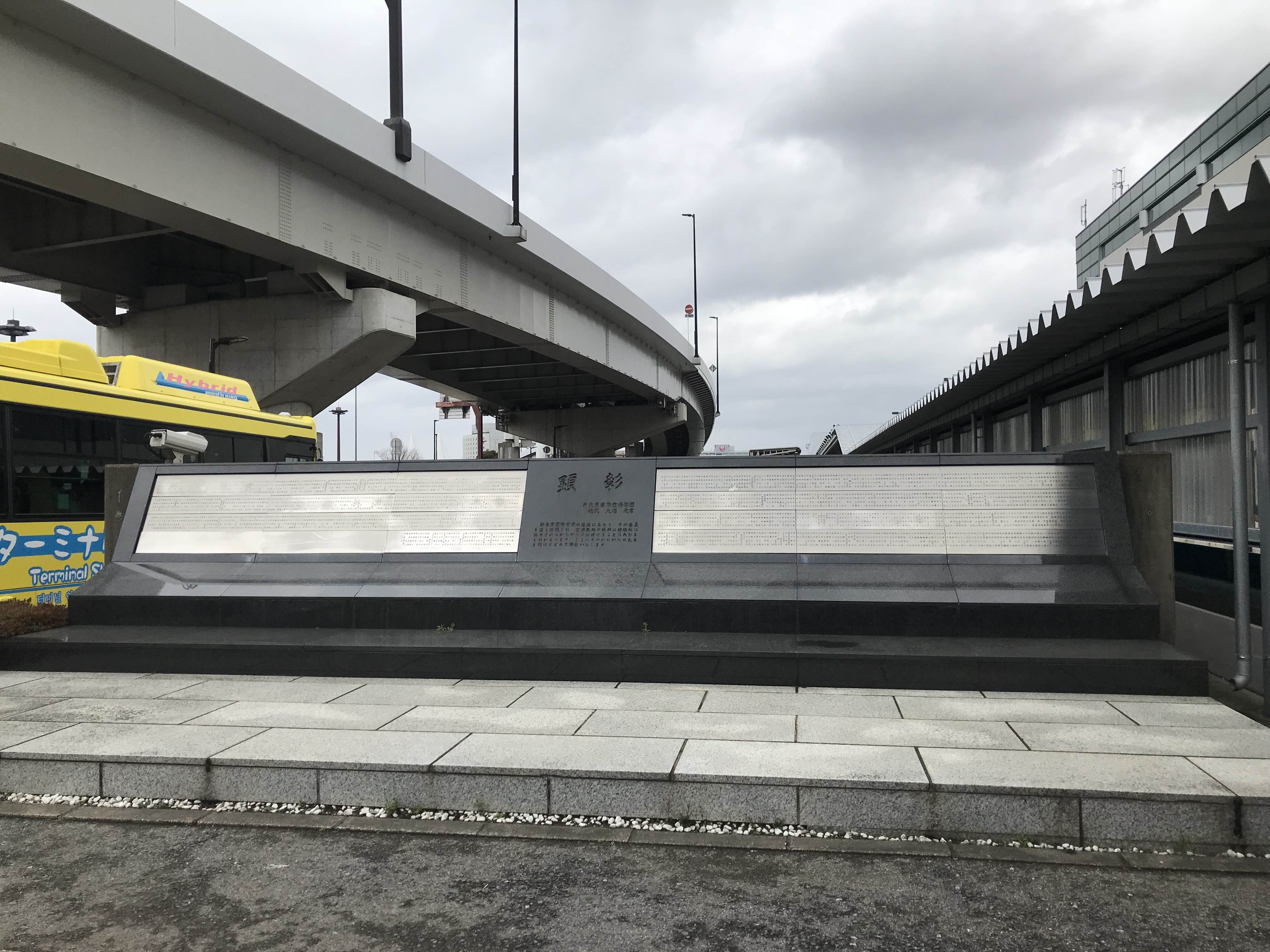
成田空港内にある空港用地提供者顕彰碑。プレートには恵美開拓農業協同組合の名称が刻まれている。

- 戦後、GHQの航空禁止令を受けて、伊藤は社員等と共に「恵美開拓農業協同組合」を結成し成田市東峰地区に入植する。
- 1966年7月4日、佐藤栄作内閣が新東京国際空港（現：成田国際空港）建設予定地を閣議決定。開拓組合の開拓地が空港用地（二期地区）となる。

## 主な出身者
- 兵頭精
- 張徳昌
- 宮原旭
- 山縣豊太郎 - 伊藤飛行機研究所第1期生。民間人初の宙返りに成功するなど天才飛行士として賞賛された
- 青島次郎 - 青島文化教材社創業者
- 謝文達（中国語版） - 最初の台湾人パイロット